# سجاد استکی
سجاد استکی (زاده ۳ اردیبهشت ماه ۱۳۶۹ در اصفهان،کشور ایران) هندبالیست ایرانی است که برای باشگاه هندبال باکائو بازی می‌کند. استکی هم‌چنین تا پیش از اعتراضات به قتل مهسا امینی برای تیم ملی هندبال ایران بازی می‌کرد و مرد سال هندبال ایران در سال ۱۳۹۴ و بهترین  بازیکن خارجی لیگ هندبال رومانی در ۲۰۱۶ شده‌است. همچنین سجاد استکی اولین ورزشکار ایرانی و البته اولین آسیایی است که در صدر جدول بهترین گلزنان هندبال اروپا قرار گرفته بود ؛ وی پس از سالها حضور فیکس در تیم ملی هندبال ایران سرانجام در ۲ مهر ۱۴۰۱ در اعتراض به قتل مهسا امینی توسط گشت ارشاد ؛ از تیم ملی هندبال ایران خداحافظی کردسجاد استکی در اینستاگرام خود نوشت:  اینجانب؛ سجاد استکی فرزند ایران ؛ ملی پوش هندبال ایران ؛ هر بار که برای تیم ملی بازی کردم، با تمام جانم بود؛ چرا که اولین و آخرین دلیل برای پیروزی خوشحالی مردمان سرزمینم بود و هست و حال که در این شرایط مردم سرزمینم مورد بی احترامی و ضرب و شتم قرار گرفته اند، وظیفه خود می‌دانم که همدلی و همراهی خودم را با آن‌ها اعلام کنم. من به احترام مردان و زنان سرزمینم از تیم ملی ایران برای همیشه خداحافظی می‌کنم.»  

## عملکرد باشگاهی و ملی
سجاد استکی ؛ در جوانی و با حضور در تیم ملی جوانان با کسب عنوان بهترین گل مسابقات جوانان قهرمانی جهان در ۲۰۰۶ و ۲۰۱۱ توجه جهانی رابه خود جلب کند و آینده درخشانی را در تیم ملی هندبال ایران برای او متصور شوند سپس در بازی‌های آسیایی ۲۰۱۰ با تیم ملی هندبال ایران به مدال نقره دست یافت. هم‌چنین در قهرمانی مردان آسیا در سال ۲۰۱۴ مدال برنز را به همراه تیم ایران کسب کرد. استکی در مسابقات قهرمانی جهان در سال ۲۰۱۵ و مسابقات قهرمانی آسیا در سال ۲۰۱۶ نیز عضو تیم ملی بود.

### افتخارات فردی
مرد سال هندبال ایران ۱۳۹۴
پدیدهٔ هندبال اروپا ۲۰۱۶
قهرمان لیگ باشگاه‌های رومانی ۲۰۱۷–۲۰۱۶
قهرمان جام حذفی رومانی ۲۰۱۷–۲۰۱۶
قهرمان ناسیونال لیگ رومانی ۲۰۱۷–۲۰۱۶
نایب قهرمانی انتخابی المپیک ۲۰۱۵

قهرمانی آسیا
- بیروت ۲۰۱۰[۱۰]
- منامه ۲۰۱۴ –  مدال برنز
- منامه ۲۰۱۶

بازی‌های آسیایی
- گوانگژو ۲۰۱۰ –  مدال نقره

قهرمانی جهان
- دوحه ۲۰۱۵

## واکنش بهقتل مهسا امینی
سجاد استکی ، یکی از پرافتخارترین هندبالیست های ایرانی در تاریخ ۲ مهر ۱۴۰۱ ۲۵ سپتامبر ۲۰۲۲ ، در اعتراض به برخورد نیروهای سرکوبگر با معترضان به قتل مهسا امینی ، با انتشار یک پست در اینستاگرام شخصی اش از تیم ملی هندبال ایران خداحافظی کرد.